# Миличи
Миличи (босн. Milići, серб. Милићи / Milići, хорв. Milići) — город на северо-востоке Боснии и Герцеговины (западнее от города Сребреница). Центр общины Миличи. Относится к Республике Сербской.

## Население
Численность населения города по переписи 2013 года составила 2 368 человека, общины — 16 038 человек.
Национальный состав города по переписи 1991 года:
- Сербы — 2.229 (92,33 %)
- Мусульмане — 107 (4,43 %)
- Югославы — 28 (1,15 %)
- Хорваты — 3 (0,12 %)
- остальные — 47 (1,94 %)

Всего: 2.414 чел.